# Физичко клатно
Физичко клатно је систем који образује чврсто тело које може да осцилује под утицајем Земљине теже око хоризонталне осе која не пролази кроз центар масе тог тела.

## Диференцијална једначина осциловања
Уколико се занемари отпор средине може се писати:
{\displaystyle I{\frac {d^{2}\theta }{dt^{2}}}=-mgh\sin \theta }.
Уколико се у претходну једнакост замени {\displaystyle {\frac {r^{2}}{h}}+h=l}, добија се:
{\displaystyle l{\frac {d^{2}\theta }{dt^{2}}}=-g\sin \theta }
Из добијеног обрасца се види директна аналогија између осциловања математичког клатна и физичког клатна преко величине {\displaystyle l} која се назива редукована дужина физичког клатна.

## Период осциловања
Поједностављен метод одређивања приближне формуле за период осциловања физичког клатна се састоји у примени аналогије са хармонијским осциловањем и њеном даљем коришћењу у законима одржања.
Нешто сложенији принцип заснива се на примени претходно дате диференцијалне једначине осциловања.
Најпре леву страну треба помножити са {\displaystyle {\frac {d^{2}\theta }{dt^{2}}}dt=d\left({\frac {d\theta }{dt}}\right)}, а десну са {\displaystyle d\theta \,}. Тако се добија:
{\displaystyle l{\frac {d\theta }{dt}}d\left({\frac {d\theta }{dt}}\right)=-g\sin \theta \,d\theta }.
Интегралисањем:
{\displaystyle l\left({\frac {d\theta }{dt}}\right)^{2}=2g\cos \theta +C},
где је {\displaystyle C\,} константа. Вредност исте се налази из:
{\displaystyle \theta =\pm \alpha \,\,\,,{\frac {d\theta }{dt}}=0}.
Одакле се даљим сређивањем добија:
{\displaystyle C=-2g\cos \alpha \,}
{\displaystyle {\frac {d\theta }{dt}}=2{\sqrt {\frac {g}{l}}}{\sqrt {\sin ^{2}{\frac {\alpha }{2}}-\sin ^{2}{\frac {\theta }{2}}}}}.
Издвајањем променљивих и интегралисањем:
{\displaystyle {\sqrt {\frac {g}{l}}}t=\int \limits _{0}^{\theta }{\frac {d\left({\frac {\theta }{2}}\right)}{\sqrt {\sin ^{2}{\frac {\alpha }{2}}-\sin ^{2}{\frac {\theta }{2}}}}}}.
Заменом {\displaystyle \sin {\frac {\theta }{2}}=\sin {\frac {\alpha }{2}}\sin \varphi } добија се:
{\displaystyle t={\sqrt {\frac {l}{g}}}\int \limits _{0}^{\varphi }{\frac {d\varphi }{\sqrt {1-\sin ^{2}{\frac {\alpha }{2}}\sin ^{2}\varphi }}}={\sqrt {\frac {l}{g}}}F\left(\varphi \setminus \alpha /2\right)}.
За период осциловања проналази се формула:
{\displaystyle T=4{\sqrt {\frac {l}{g}}}\,\int \limits _{0}^{\pi /2}{\frac {d\varphi }{\sqrt {1-\sin ^{2}{\frac {\alpha }{2}}\sin ^{2}\varphi }}}=4{\sqrt {\frac {l}{g}}}\,K\left(\sin {\frac {\alpha }{2}}\right)}.
Ова формула се може даље поједноставити уз коришћење извесних апроскримација на следећу:
{\displaystyle T=2\pi {\sqrt {\frac {I}{mgl}}}}

## Редукована дужина физичког клатна
Због свођења опште формуле за период осциловања код физичког клатна на формулу за одређивање истог код математичког клатна уводи се величина која се назива редукована дужина физичког клатна.
Дефинише се као дужина нити коју има оно математичко клатно које има исти период осциловања као и дато физичко клатно.
У виду формуле се то пише у облику {\displaystyle l_{0}={{I} \over {ml}}},
где је {\displaystyle l_{0}} поменута величина, m- маса, l- растојање центра масе од осе осциловања, I-момент инерције датог тела.
Овај образац се добија директним упоређивањем формула за период осциловања физичког и математичког клатна.
{\displaystyle T_{m}=2\pi {\sqrt {\frac {l}{g}}}}
{\displaystyle T_{f}=2\pi {\sqrt {\frac {I}{mgl}}}}

## Математичко клатно
Претходно спроведена аналогија између физичког и математичког клатна је сасвим оправдана. Математичко клатно је у ствари само облик физичког. Ту се тело може сматрати материјалном тачком момента инерције{\displaystyle I={mr^{2}}}. Заменом ове формуле у {\displaystyle T=2\pi {\sqrt {\frac {I}{mgl}}}} се добија {\displaystyle T=2\pi {\sqrt {\frac {l}{g}}}}, што управо и представља образац за период осциловања математичког клатна.